# Monacia-d'Orezza
Monacia-d'Orezza é uma comuna francesa na região administrativa de Córsega, no departamento da Alta Córsega. Estende-se por uma área de 4,52 km². 